# NGC 6622
NGC 6622 est une galaxie spirale (elliptique ?) située dans la constellation du Dragon. Elle a été découverte par l'astronome américain Lewis Swift en 1885.

## Description
Sa vitesse par rapport au fond diffus cosmologique est de 5 863 ± 16 km/s, ce qui correspond à une distance de Hubble de 86,5 ± 6,1 Mpc (∼282 millions d'al).
NGC 6622 forme une paire de galaxies en interaction avec sa voisine NGC 6621. À l’origine, la désignation NGC 6621 était assignée à la galaxie du Sud-Est (soit NGC 6622), mais elle se réfère à présent à la galaxie du Nord. La paire figure dans l'atlas des galaxies particulières d'Halton Arp sous la cote Arp 81.

### Classification morphologique
La majorité des sources consultées classifient NGC 6622 de galaxie spirale (Sa ou Sbc,). Mais sa morphologie se rapprocherait plus de celle d'une galaxie elliptique (E).

## Galaxies en interaction
Les galaxies NGC 6621 et NGC 6622 ont subi une rencontre rapprochée il y a environ 100 millions d'années. Leur interaction a donné naissance à une impressionnante queue de marée qui émerge de NGC 6621, avant d'effectuer un virage serré en direction du Sud, passant à proximité de NGC 6622 depuis notre point de vue. On y observe également un important taux de formation d'étoiles d'environ 20 {\displaystyle M_{\odot }}/an. Plusieurs jeunes amas d'étoiles massives, notamment des superamas stellaires s'y trouvent. Ces derniers se concentrent principalement dans une région située à cheval entre les deux galaxies.

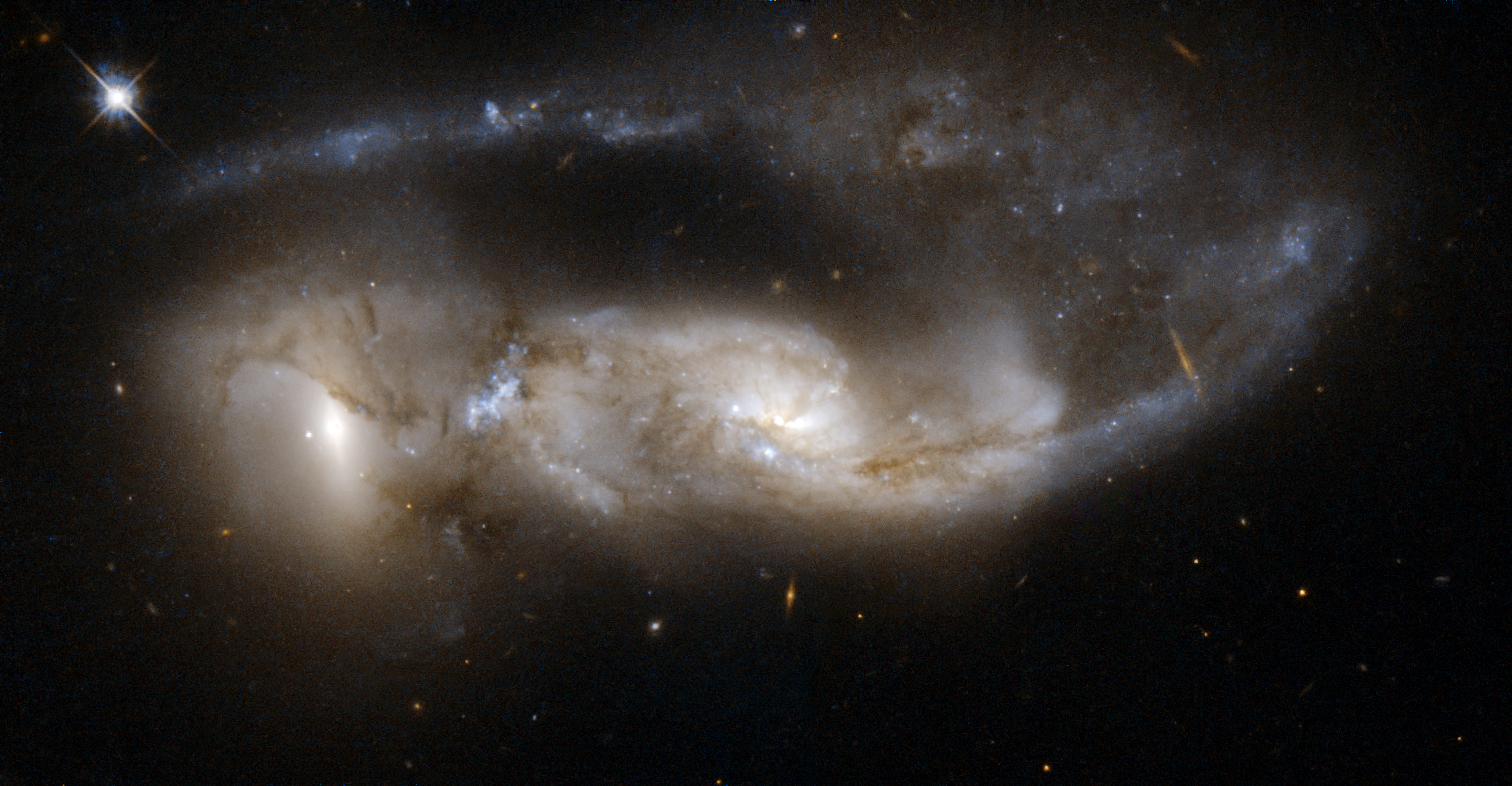
NGC 6621 (centre) et NGC 6622 (à gauche) imagées en lumière visible et infrarouge par le télescope spatial Hubble.